# 秋田県立能代工業高等学校
秋田県立能代工業高等学校（あきたけんりつ のしろこうぎょうこうとうがっこう、英: Noshiro Technical  Highschool）は、かつて秋田県能代市盤若町にあった公立の工業高等学校。1912年7月10日、秋田県工業講習所として開講。創立記念日は7月10日。略称は能工（のこう）。2021年4月に秋田県立能代西高等学校と統合し、秋田県立能代科学技術高等学校が開校。

## 概要
生徒会が中心となって「みんなのバスケ」という交流行事を行っていた。高校バスケットボールを題材とした漫画『SLAM DUNK』（井上雄彦）中に登場する「山王工業高校」のモデルとされる。
日本海中部地震によりプールが大破して以降、水泳の授業は一切行われなかった。
敷地内にあるセミナーハウス（鉄筋コンクリート造2階建て）は、各部活動や学校行事などで当直、合宿にともなう宿泊などを兼ね使用されていた。しかし近年ではアスベスト使用等の問題などが発覚し改修を行う予定で、使われる頻度は年に数回と限られていた。

## 沿革
- 1906年（明治39年） - 能代港町立工業補助学校を渟城高等小学校に併設
- 1912年（明治45年）4月26日 - 秋田県工業講習所として開講
- 1927年（昭和2年）4月1日 - 秋田県立能代工業学校となる
- 1938年（昭和13年）4月15日 - 採鉱科設置
- 1947年（昭和22年）4月1日 - 学制改革により併設中学校（新制）設置
- 1948年（昭和23年）4月1日 - 新学制実施により秋田県立能代工業高等学校となる
- 1951年（昭和26年）
  - 4月1日 - 電気科設置
  - 6月10日 - 土木科設置
- 1961年（昭和36年）4月1日 - 定時制課程 開校
- 1968年（昭和43年）4月1日 - 地質工業科設置（同時に採鉱科は生徒の募集を停止）
- 1972年（昭和47年）12月22日 - 木材工芸科をインテリア科、地質工業科を地質工学科と改称
- 1984年（昭和59年）4月1日 - 定時制課程普通科併設
- 1987年（昭和62年）4月1日 - 地質工学科募集停止。土木科と地質工学科統合。科名を土木科とする。
- 1989年（平成元年）5月1日 - バスケットボール部全国大会優勝30回達成記念、記念碑「栄光」像、建立。
- 1990年（平成2年）4月1日 - 建築科、インテリア科募集停止。建築科とインテリア科統合し建築・木材科となる。
- 1992年（平成4年）4月1日 - 定時制課程機械科募集停止
- 1994年（平成6年）4月1日 - 学科改編により、機械、電気、建築・木材、都市工学、理数工学、情報技術の6科6クラスとなる。
- 1999年（平成11年）5月2日 - バスケットボール部全国大会優勝50回達成記念式典挙行同期記念碑建立。
- 2003年（平成15年）4月1日 - 学科改編により、機械、電気、建築・木材、都市工学、理数工学の5科5クラスとなる。
- 2016年（平成28年）4月1日 - 学科改編により、機械、電気、建設、理数工学の4科4クラスとなる。
- 2018年（平成30年）4月1日 - 理数工学科募集停止。全日制は機械科、電気科、建設科の3科3クラスとなる。
- 2021年（令和3年）4月 - 秋田県立能代西高等学校と統合し、秋田県立能代科学技術高等学校が開校[1]。

## 校是
和衷勤労（わちゅうきんろう） - 「心の底からやわらぎ、心を同じくし、まごころをつくして励み行う」という意味である。

## 校歌
作詞：相馬御風、作曲：山田耕筰
- ほかにも応援歌が(1) - (5)までと「凱戦歌」がある。

## 学区
- 秋田県全域であった。特に、三種町、上小阿仁村、八峰町、八郎潟町より北の地域が多く通学していた。また、青森県からの生徒もJR五能線などを利用して通学していた。
- バスケットボール部等の生徒は県外からの入学者も多く、学校隣接寮「松籟寮」、能代市内の下宿先からの通学者も含まれていた。

## 教育課程
- 全日制課程
  - 機械科
  - 電気科
    - 電気コース
    - 情報技術コース

  - 建築・木材科
    - 建築コース
    - 木材技術コース
- 定時制課程
  - 普通科

## 部活動

### 運動部
- 硬式野球部
- ラグビー部
- バレーボール部
- 陸上競技・駅伝部
- ウエイトリフティング部
- バスケットボール部
- ソフトテニス部

- 空手道部
- 軟式野球部
- 柔道部
- 山岳部
- 卓球部
- 剣道部
- テニス部

### 文化部
- 美術部
- 電気部
- 園芸部

- 吹奏楽部
- 図書部
- 写真部

### 同好会
- 応援団
- 機械クラブ
- JRC
- 水泳同好会

### 主な成績
- バスケットボール部
  - 全国高等学校総合体育大会（インターハイ）56回・国民スポーツ大会（国スポ）49回・全国高等学校バスケットボール選手権大会（ウインターカップ）49回出場。インターハイ22回・国スポ16回・ウインターカップ20回優勝。

## 学校行事
- みんなのバスケ（生徒会が中心となって企画する対外交流行事）
  - オープンゲーム
  - 車椅子バスケットボールの体験講座や試合
  - 招待チームと能代工業高校バスケットボール部との試合

## 出身者

### バスケットボール選手
- 山本浩二（1968-71年在校）
- 小野秀二（アースフレンズ東京ZHC：同校第5代監督：1973-76年在校）
- 内海知秀（元全日本女子HC、日立ハイテク クーガーズHC：1974-77年在校）
- 鈴木貴美一（シーホース三河HC：1975-78年在校）
- 本間大輔（上智大学HC：1977-80年在校）
- 加藤三彦（リンク栃木ブレックス元HC、同校第2代監督、西武文理大学サービス・経営学部准教授／バスケ部監督：1978-81年在校）
- 佐藤清美（WJBL、JX-ENEOSサンフラワーズHC、：1978-81年在校）
- 目由紀宏（東洋大学監督：1981-84年在校）
- 金子寛治（1986-89年在校）
- 三浦祐司（宮城県教員：1986-89年在校）同校の銅像『栄光』のモデル
- 佐藤信長（青森ワッツ元HC：同校第3代監督：1986-89年在校）
- 長谷川誠（秋田ノーザンハピネッツ元HC：1987-90年在校）
- 関口聡史（1987-90年在校）
- 大場清悦（秋田ノーザンハピネッツGM：1989-92年在校）
- 小納真樹（1989-92年在校）
- 小納真良（1989-92年在校）
- 斉藤勝一（1990-93年在校）
- 鈴木浩平（1991-94年在校）
- 半田圭史（1993-96年在校）
- 高橋尚毅（1993-96年在校）
- 田臥勇太（宇都宮ブレックス:1996-99年在校）
- 菊地勇樹（1996-99年在校）
- 板倉令奈（1997-00年在校）
- 新井靖明（1999-02年在校）
- 山田謙治（1999-02年在校）
- 内海慎吾（京都ハンナリーズ：2000-03年在校）
- 高久順（2000-03年在校）
- 北向由樹（2001-04年在校）
- 梁川禎浩（2002-05年在校）
- 佐々木優希（東京サンレーヴス:2003-06在校）
- 西山達哉（信州ブレイブウォリアーズ：2004-07年在校）
- 満原優樹（琉球ゴールデンキングス：2005-08年在校）
- 館山健太（埼玉ブロンコス：2006-09年在校）
- 武藤修平（福島ファイヤーボンズ：2007-10年在校）
- 秋葉真司（2009-12年在校）
- 野里惇貴（青森ワッツ：2010-13年在校）
- 猪狩渉（福島ファイヤーボンズ：2012-15年在校）
- 長谷川暢（秋田ノーザンハピネッツ：2012-15年在校）
- 盛實海翔（サンロッカーズ渋谷：2013-16年在校）

### その他
- 加藤廣志（バスケットボール指導者：同校初代監督で教頭や校長も歴任、秋田県バスケットボール協会会長・東北バスケットボール協会会長）
- 友川かずき（フォークシンガー・画家）
- 後藤隆幸（アニメーター）
- 齊藤剣（ラグビー選手）
- 斎藤裕（総合格闘家）
- 小嶋信哉（ラグビー選手だが、大学卒業まではバスケットボールをしていた）
- 長澤晃一（ラグビー選手だが、大学卒業まではバスケットボールをしていた）
- 竹内敏之（実業家）
- 日沼頼夫（生物学者）[要出典]